# Вулкана-Бей (комуна)
Вулкана-Бей (рум. Vulcana-Băi) — комуна у повіті Димбовіца в Румунії. До складу комуни входять такі села (дані про населення за 2002 рік):
- Вулкана-Бей (1440 осіб) — адміністративний центр комуни
- Вулкана-де-Сус (1400 осіб)
- Ніколаєшть (168 осіб)

Комуна розташована на відстані 90 км на північний захід від Бухареста, 17 км на північ від Тирговіште, 149 км на північний схід від Крайови, 67 км на південь від Брашова.

## Населення
За даними перепису населення 2002 року у комуні проживали 3008 осіб.
Національний склад населення комуни:
| Національність | Кількість осіб | Відсоток |
| -------------- | -------------- | -------- |
| румуни         | 3007           | > 99,9%  |
| угорці         | 1              | < 0,1%   |

Рідною мовою назвали:
| Мова      | Кількість осіб | Відсоток |
| --------- | -------------- | -------- |
| румунська | 3006           | 99,9%    |
| угорська  | 1              | < 0,1%   |
| німецька  | 1              | < 0,1%   |

Склад населення комуни за віросповіданням:
| Релігія        | Кількість осіб | Відсоток |
| -------------- | -------------- | -------- |
| православні    | 2983           | 99,2%    |
| лютерани       | 15             | 0,5%     |
| адвентисти     | 6              | 0,2%     |
| греко-католики | 3              | 0,1%     |
| реформати      | 1              | < 0,1%   |